# Mathew Carey
Pour les articles homonymes, voir Carey.
Mathew Carey (1er janvier 1760 - 16 septembre 1839) est un éditeur et économiste américain d'origine irlandaise.

## Premières années
Carey est né à Dublin en 1760 d'une famille modeste. Carey défendit le protectionnisme en Irlande, ce qui lui valut d'être emprisonné. Il entre dans l'industrie du livre et de l'impression en 1775, et publie à dix-sept ans un pamphlet contre les duels. Cet essai fut rapidement suivi d'un autre ouvrage critiquant la sévérité du code pénal irlandais. Sous les menaces des autorités irlandaises, il se dirige vers Paris en 1779. Il rencontre Benjamin Franklin, alors ambassadeur de l'Amérique révolutionnaire, qui l'engage comme imprimeur.
Carey travaille pour Franklin pendant un an puis retourne en Irlande où il rédige deux journaux polémiques. Il est d'autant moins apprécié des autorités irlandaises et quitte le pays pour son bien en direction des États-Unis.

## Aux États-Unis
À l'arrivée de Carey à Philadelphie, le marquis de Lafayette lui fait don de 400 dollars pour s'établir. Carey utilise cet argent pour établir une nouvelle maison d'édition et une librairie.
Carey imprime la première version américaine de la Bible de Douai, plus connue sous le nom de Bible Carey, qui fut la première version catholique de la Bible imprimée aux États-Unis. En 1825, Carey se retire et lègue son entreprise à son fils, Henry Charles Carey.
Par ses publications, Carey développe un réseau de connaissances dans l'Amérique naissante. Un de ses plus grands soutiens est John Adams, qui est alors une figure importante du Parti fédéraliste. Son ferveur soutien à l'établissement d'une marine américaine est une des raisons pour lesquelles il se trouve aligné parmi les fédéralistes dès son arrivée.
Tout au long de sa carrière politique, il soutiendra la formation d'une force navale américaine, même après avoir quitté le parti pro-marine de Adams et Hamilton pour le Parti républicain-démocrate de Thomas Jefferson en 1796. Il change d'allégeance lors de la ratification du traité de Londres (1795), traité assurant la paix entre États-Unis et Angleterre, et éloignant la France.
La publication par Carey de l'Histoire navale des États-Unis est un effort de ce genre réalisé pour influencer la conscience publique. L'omission de la quasi-guerre navale avec la France fait apparaître le caractère essentiellement politique de cet ouvrage, publié le 6 mai 1813 en pleine guerre anglo-américaine. L'ouvrage est concentré sur les Anglais, qui sont alors reconnus comme les dominateurs des mers.
Une autre œuvre de Carey, Olive Branch est publiée en 1814. Cet essai s'efforce d'éliminer la compétition entre les deux partis américains pour faire front contre les Anglais lors de la guerre de 1812. Ces efforts, ainsi que sa précédente connaissance de Franklin, font de lui pour beaucoup de personnes le choix logique pour la succession de Franklin. Il semble avoir fortement influencé par ses écrits la création du parti whig.
Il écrit également une collection d'Essais sur l'économie politique (1822), un des plus anciens traités d'économie favorable aux idées d'Alexander Hamilton concernant la politique de protection et de promotion de l'industrie.

## Sources
- Carter, Edward C. « Mathew Carey, Advocate of American Naval Power. » The American Neptune, XXVI (1966).
- Clark, Thomas. « Naval History of the United States », Philadelphia:Mathew Carey, 1814.
- Carter, Michael S. « Under the Benign Sun of Toleration: Mathew Carey, the Douai Bible, and Catholic Print Culture, 1789-1791 », Journal of the Early Republic, Fall 2007.